# 37 Pułk Fizylierów (Cesarstwo Niemieckie)
37 Pułk Fizylierów im. von Steinmetza (1 Zachodniopruski) (niem. Füsilier-Regiment „von Steinmetz“ (Westpreußisches) Nr. 37)  – pułk piechoty niemieckiej okresu Cesarstwa Niemieckiego.
Pułk został sformowany 26 stycznia 1818. Stacjonował w Krotoszynie . Wchodził w skład V Korpusu Armijnego . Wiosną 1914 był w strukturze 10 Dywizji Piechoty.